# Lawrence Beyerlinck
Lawrence Beyerlinck (Anversa, aprile 1578 – Anversa, 22 giugno 1627) è stato un teologo, scrittore ed ecclesiastico belga.

## Biografia

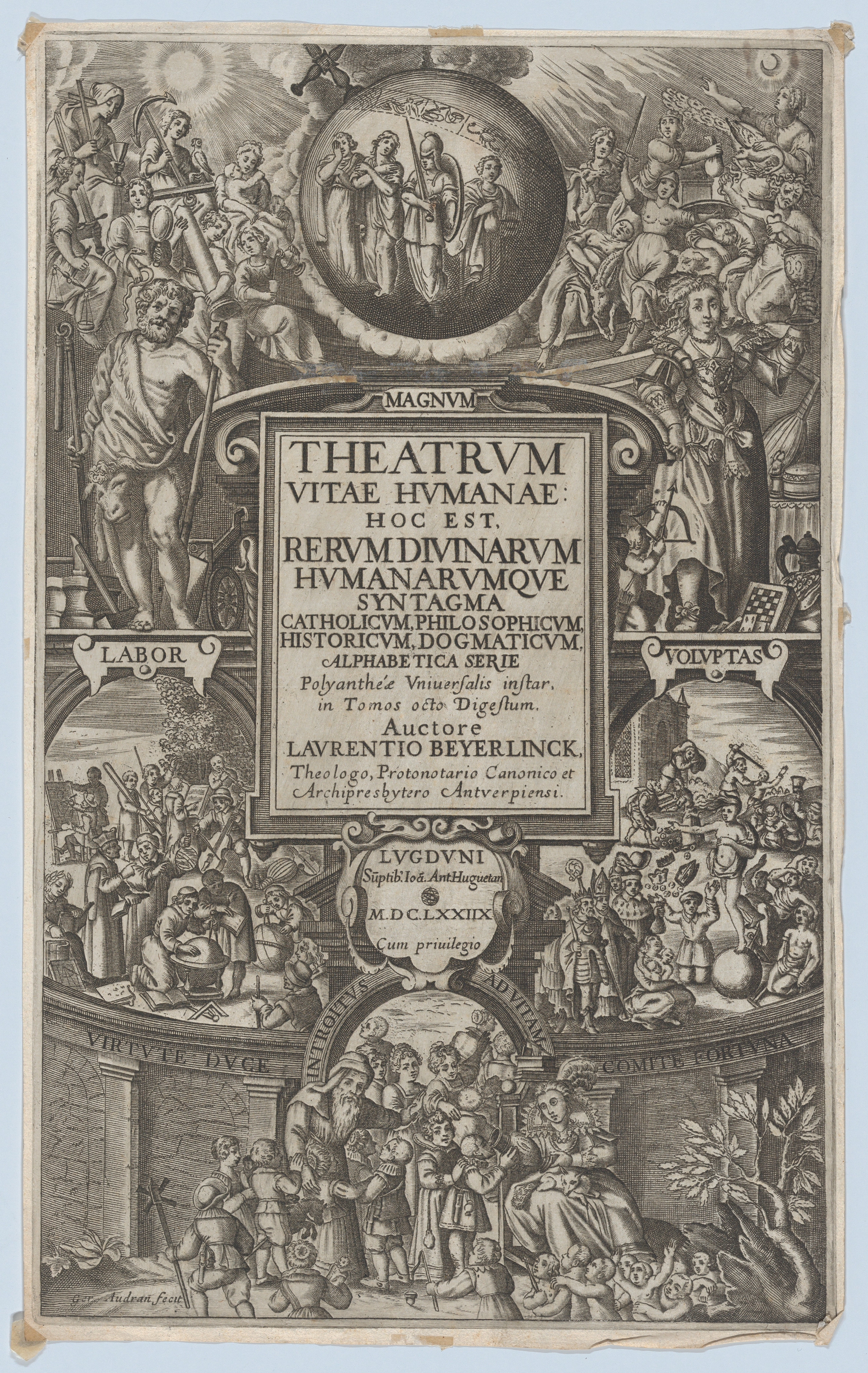
Frontispiece for Theatrum Vitae Humanae, Lyon, 1678

Figlio di un noto farmacista, a Lovanio ricevette l'istruzione per intraprendere la medesima professione del padre, ma decise di intraprendere la carriera del sacerdozio. Fu ordinato nel giugno del 1602. Mentre era uno studente di teologia insegnò poesia e retorica presso un collegio di Vaulx e divenuto pastore di Herent fu nominato professore di filosofia presso un vicino seminario di canonici regolari.
Nel 1605 si trasferì al seminario ecclesiastico di Anversa, dove insegnò filosofia e teologia e in seguito ne divenne il superiore. Nel 1608 era canonico, censore, e teologo della chiesa di Anversa, nel 1614 fu nominato protonotario.
Beyerlinck fu un sacerdote esemplare, un abile oratore, un efficiente amministratore e un instancabile lavoratore. Oltre al suo abituale lavoro nel seminario diocesano fu continuamente impegnato nella predicazione e nella scrittura.
Le sue opere sono principalmente di carattere enciclopedico. Scrisse il secondo volume (Anversa, 1611) dell'"Opus Chronographicum orbis universi a mundi exordio usque ad annum MDCXI" (il primo volume era stato pubblicato nel 1572 a Opmeer), una raccolta di vite di papi, governanti, e di uomini illustri, e la "Magnum Theatrum Humanae Vitae, hoc est Rerum Divinarum Humanarumque syntagma Catholicum Philosophicum Historicum Dogmaticum", ecc. (Colonia, 1631, 7 vols, Venezia, 1707, 8 vols.), un'enciclopedia di informazioni su diversi argomenti disposti in ordine alfabetico.
Gran parte del suo vasto materiale è stato raccolto da altri, ma il merito è tutto di Beyerlinck, il lavoro degli altri fu solo di dare la sua forma definitiva.

## Opere
- Magnum Theatrum Vitae Humanae, vol. 1 (A-B), 1665, online.
- Magnum Theatrum Vitae Humanae, vol. 1 (A-B), 1707, online.
- Magnum Theatrum Vitae Humanae, vol. 2 (C-D), 1631, online.
- Magnum Theatrum Vitae Humanae, vol. 2 (C-D), 1656, online.
- Magnum Theatrum Vitae Humanae, vol. 3 (E-G), 1678, online.
- Magnum Theatrum Vitae Humanae, vol. 5 (M-O), 1665, online.
- Magnum Theatrum Vitae Humanae, vol. 6 (P-R), 1707, online.
- Magnum Theatrum Vitae Humanae, vol. 7 (S-Z), 1707 online.
- Magnum Theatrum Vitae Humanae, vol. 8 (index), 1631, online.
- Magnum Theatrum Vitae Humanae, vol. 8 (index), 1665, online.
- Magnum Theatrum Vitae Humanae, vol. 8 (index), 1707, online.